# Celle di San Vito
Celle di San Vito (faetar Cèlle de Sant Uite) és un municipi italià de la província de Foggia, situat a la regió de la Pulla. L'any 2022 tenia 147 habitants. Pateix èxode rural, el 2007 encara eren 200 habitants.
Junts amb el municipi veí de Faeto, és un dels municipis de la minoria francoprovençal a la Pulla, resultat d'una colònia creada per Carles I d'Anjou tot i que la llengua s'hi perd. Limita amb els municipis de Biccari, Castelluccio Valmaggiore, Faeto, Orsara di Puglia i Troia.